# Copa Mundial de Hockey Masculino de 2006
La XI Copa Mundial de Hockey Masculino se celebró en Mönchengladbach (Alemania) entre el 6 y el 17 de septiembre de 2006. Fue organizado por la Federación Internacional de Hockey (FIH) y la Asociación Alemana de Hockey (DHB).
Participaron las selecciones de hockey de 12 países, repartidas en la primera ronda en 2 grupos.  Los partidos se jugaron en el estadio "Warsteiner HockeyPark", el más moderno y mejor equipado de su tipo en Europa, con capacidad para 14 000 espectadores.

## Grupos
| Grupo A       | Grupo B       |
| ------------- | ------------- |
| Argentina     | Alemania      |
| Nueva Zelanda | India         |
| Pakistán      | Corea del Sur |
| Japón         | Países Bajos  |
| Australia     | Sudáfrica     |
| España        | Inglaterra    |

## Primera fase

### Grupo A
| Equipo        | J | G | E | P | GF | GC | DG | PTS |
| ------------- | - | - | - | - | -- | -- | -- | --- |
| Australia     | 5 | 4 | 0 | 2 | 18 | 5  | 13 | 12  |
| España        | 5 | 3 | 2 | 0 | 13 | 7  | 6  | 11  |
| Nueva Zelanda | 5 | 2 | 1 | 2 | 10 | 14 | -4 | 7   |
| Pakistán      | 5 | 1 | 2 | 2 | 10 | 10 | 0  | 5   |
| Argentina     | 5 | 1 | 1 | 3 | 5  | 12 | -7 | 4   |
| Japón         | 5 | 1 | 0 | 4 | 7  | 15 | -8 | 3   |

- Partidos

| Fecha | Hora¹ | Partido       | Partido | Partido       | Resultado |
| ----- | ----- | ------------- | ------- | ------------- | --------- |
| 06.09 | 18:30 | Argentina     | -       | Nueva Zelanda | 0-3       |
| 07.09 | 16:00 | Pakistán      | -       | Japón         | 4-0       |
| 07.09 | 18:00 | Australia     | -       | España        | 1-3       |
| 08.09 | 16:00 | Nueva Zelanda | -       | Pakistán      | 4-4       |
| 08.09 | 20:15 | España        | -       | Argentina     | 1-1       |
| 09.09 | 17:30 | Japón         | -       | Nueva Zelanda | 0-1       |
| 09.09 | 19:30 | Argentina     | -       | Australia     | 0-4       |
| 10.09 | 12:30 | Pakistán      | -       | España        | 2-2       |
| 10.09 | 19:00 | Australia     | -       | Japón         | 3-1       |
| 11.09 | 14:00 | España        | -       | Nueva Zelanda | 3-1       |
| 11.09 | 18:00 | Argentina     | -       | Pakistán      | 1-0       |
| 12.09 | 14:00 | Nueva Zelanda | -       | Australia     | 1-7       |
| 12.09 | 16:00 | Japón         | -       | Argentina     | 4-3       |
| 13.09 | 14:00 | Japón         | -       | España        | 2-4       |
| 13.09 | 20:30 | Australia     | -       | Pakistán      | 3-0       |

- (¹) –  Hora local de Alemania (UTC +2, CEST)

### Grupo B
| Equipo        | J | G | E | P | GF | GC | DG | PTS |
| ------------- | - | - | - | - | -- | -- | -- | --- |
| Alemania      | 5 | 3 | 2 | 0 | 12 | 5  | 7  | 11  |
| Corea del Sur | 5 | 3 | 2 | 0 | 8  | 5  | 3  | 11  |
| Países Bajos  | 5 | 3 | 1 | 1 | 16 | 9  | 7  | 10  |
| Inglaterra    | 5 | 2 | 0 | 3 | 10 | 10 | 0  | 6   |
| Sudáfrica     | 5 | 0 | 2 | 3 | 4  | 13 | -9 | 2   |
| India         | 5 | 0 | 1 | 4 | 7  | 15 | -8 | 1   |

- Partidos

| Fecha | Hora¹ | Partido       | Partido | Partido       | Resultado |
| ----- | ----- | ------------- | ------- | ------------- | --------- |
| 06.09 | 15:30 | Alemania      | -       | India         | 3-2       |
| 06.09 | 20:30 | Corea del Sur | -       | Países Bajos  | 3-2       |
| 07.09 | 14:00 | India         | -       | Inglaterra    | 2-3       |
| 07.09 | 20:15 | Países Bajos  | -       | Sudáfrica     | 2-0       |
| 08.09 | 18:00 | Inglaterra    | -       | Corea del Sur | 0-1       |
| 09.09 | 13:00 | Sudáfrica     | -       | India         | 1-1       |
| 09.09 | 15:15 | Alemania      | -       | Países Bajos  | 2-2       |
| 10.09 | 14:45 | Inglaterra    | -       | Alemania      | 1-2       |
| 10.09 | 17:00 | Corea del Sur | -       | Sudáfrica     | 2-2       |
| 11.09 | 16:00 | India         | -       | Corea del Sur | 1-2       |
| 11.09 | 20:15 | Países Bajos  | -       | Inglaterra    | 4-3       |
| 12.09 | 18:00 | Alemania      | -       | Sudáfrica     | 5-0       |
| 12.09 | 20:00 | India         | -       | Países Bajos  | 1-6       |
| 13.09 | 16:30 | Corea del Sur | -       | Alemania      | 0-0       |
| 13.09 | 18:30 | Sudáfrica     | -       | Inglaterra    | 1-3       |

- (¹) –  Hora local de Alemania (UTC +2, CEST)

## Fase final

### Partidos de posición
- Puestos 9.º a 12.º

| Fecha | Hora¹ | Partido   | Partido | Partido | Resultado |
| ----- | ----- | --------- | ------- | ------- | --------- |
| 16.09 | 12:30 | Argentina | -       | India   | 3-2       |
| 16.09 | 10:00 | Sudáfrica | -       | Japón   | 2-5       |

- Puestos 5.º a 8.º

| Fecha | Hora¹ | Partido       | Partido | Partido    | Resultado |
| ----- | ----- | ------------- | ------- | ---------- | --------- |
| 15.09 | 12:30 | Nueva Zelanda | -       | Inglaterra | 3-4       |
| 15.09 | 17:00 | Países Bajos  | -       | Pakistán   | 2-3       |

- Undécimo puesto

| Fecha | Hora¹ | Partido | Partido | Partido   | Resultado |
| ----- | ----- | ------- | ------- | --------- | --------- |
| 17.09 | 08:00 | India   | -       | Sudáfrica | 1-0       |

- Noveno puesto

| Fecha | Hora¹ | Partido   | Partido | Partido | Resultado |
| ----- | ----- | --------- | ------- | ------- | --------- |
| 17.09 | 10:30 | Argentina | -       | Japón   | 1-2       |

- Séptimo puesto

| Fecha | Hora¹ | Partido       | Partido | Partido      | Resultado |
| ----- | ----- | ------------- | ------- | ------------ | --------- |
| 16.09 | 15:00 | Nueva Zelanda | -       | Países Bajos | 0-3       |

- Quinto puesto

| Fecha | Hora¹ | Partido    | Partido | Partido  | Resultado |
| ----- | ----- | ---------- | ------- | -------- | --------- |
| 16.09 | 17:30 | Inglaterra | -       | Pakistán | 1-0       |

- (¹) –  Hora local de Alemania (UTC +2, CEST)

### Semifinales
| Fecha | Hora¹ | Partido   | Partido | Partido       | Resultado       |
| ----- | ----- | --------- | ------- | ------------- | --------------- |
| 15.09 | 17:30 | Australia | -       | Corea del Sur | 4-2             |
| 15.09 | 20:15 | España    | -       | Alemania      | 2-2 (1-3) t.p.* |

- (¹) –  Hora local de Alemania (UTC +2, CEST)
- (*) –  Tiros penalty-strokes

### Tercer puesto
| Fecha | Hora¹ | Partido       | Partido | Partido | Resultado       |
| ----- | ----- | ------------- | ------- | ------- | --------------- |
| 17.09 | 13:00 | Corea del Sur | -       | España  | 2-2 (2-3) t.e.* |

- (*) –  tiempo extra

### Final
| Fecha | Hora¹ | Partido  | Partido | Partido   | Resultado |
| ----- | ----- | -------- | ------- | --------- | --------- |
| 17.09 | 15:30 | Alemania | -       | Australia | 4 - 3     |

- (¹) – Hora local de Alemania (UTC +2, CEST)

## Medallero
|          |           |        |
| Alemania | Australia | España |

## Estadísticas

### Clasificación general
| 1. Alemania      |
| 2. Australia     |
| 3. España        |
| 4. Corea del Sur |
| 5. Inglaterra    |
| 6. Pakistán      |
| 7. Países Bajos  |
| 8. Nueva Zelanda |
| 9. Japón         |
| 10. Argentina    |
| 11. India        |
| 12. Sudáfrica    |

### Máximos goleadores
| Puesto | Nombre             | País         | Goles |
| ------ | ------------------ | ------------ | ----- |
| 1      | Taeke Taekeme      | Países Bajos | 11    |
| 2      | Christopher Zeller | Alemania     | 9     |
| 3      | Santiago Freixa    | España       | 7     |